# 미국 시스템

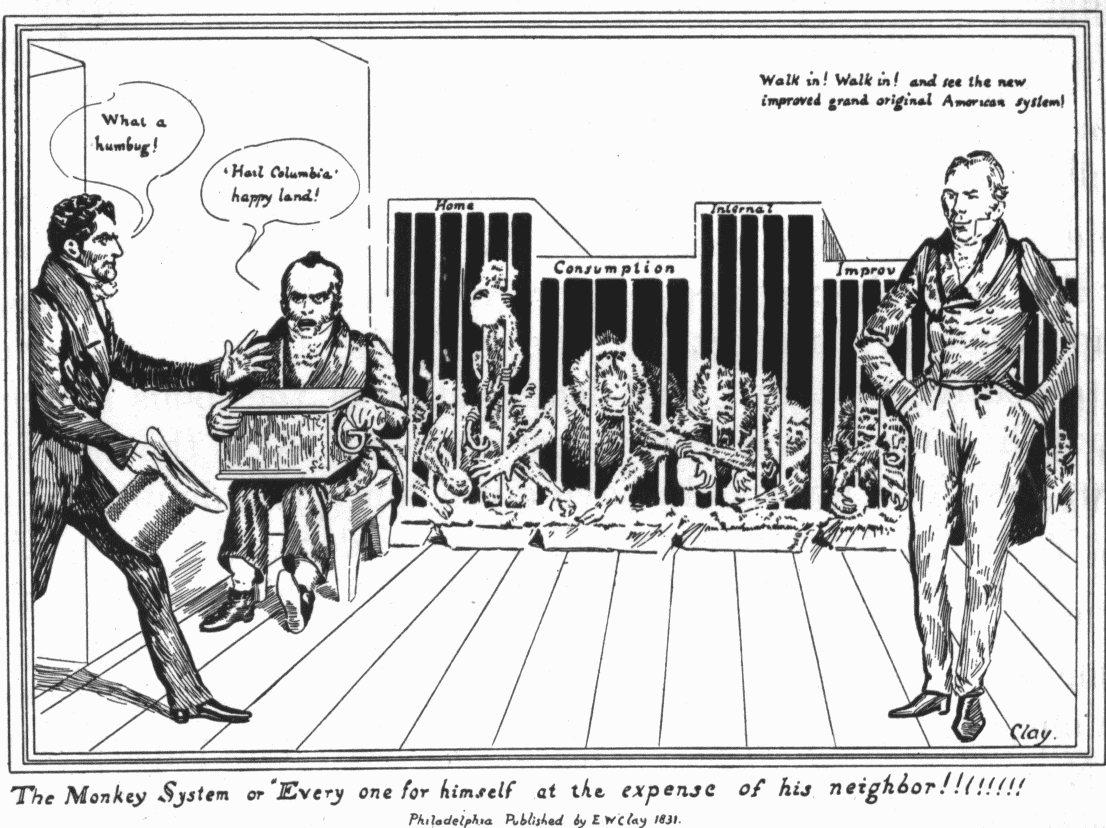
멍키 시스템, 즉 ‘모든 사람이 그 자신을 위해’라는 1831년의 풍자 만화, 헨리 클레이(오른쪽)가 "새로 개량된 오리지널 미국 시스템을 봐주세요"고 한다. 원숭이 우리는 각각 "가정, 소비, 국내 개량"이라고 적혀 있다.

미국 시스템(American System)은 19세기 전반, 미국의 정책에서 중요한 역할을 했던 중상주의 경제 계획이다. 처음에는 ‘아메리칸 웨이’(American Way)라고 불렀다. 알렉산더 해밀턴의 아이디어인 ‘미국 학파’에 기원이 있는 3개의 서로 보완적인 부분, 즉 미국의 제조업을 보호하고 촉진하는 관세, 상업을 장려하는 국립 은행, 농업의 이익을 가져오고, 시장을 개척하기 위한 도로 및 운하 등 국내 인프라 개선에 대한 지원금으로 구성되어 있었다. 켄터키주에서 선출된 미국의 하원 의원 헨리 클레이가 이 계획의 가장 적극적인 추진자였으며, ‘미국 시스템’이라는 이름을 처음 사용했다.

## 역사
미국 시스템은 미국을 강화하고 통합을 이어갈 계획으로 휘그당과 헨리 클레이, 존 칼훈과 존 퀸시 애덤스 등 많은 정치 지도자에 의해 진행되었다. 이 계획에는 다음과 같이 연방주의 새로운 형태가 포함되어 있었다.
- 미국의 제조업을 보호하고 연방 정부의 수입원이 되는 고율 관세 유지
- 연방 정부의 수입원이 되는 공유지 판매 가격을 높은 수준에서 유지
- 통화를 안정시키고 위험이 있는 주 및 지방 은행을 통제하기 위한 국립 은행의 유지
- 도로와 운하 등 국내 개량 구조의 확대, 이것은 국내 연계를 활성화시키는 것이며, 관세 및 공유지의 판매로 비용 충당

관세는 미국 중서부에서 반대의 목소리가 높았지만, 도시의 공장 노동자들이 중서부 생산하는 식료품의 소비자가 되기 때문에, 중서부가 관세를 지지해야 한다는 것이 클레이의 주장이었다. 클레이의 견해는 고율 관세를 반대하는 남부도 북부 공장이 남부에서 생산된 면화의 시장이 되므로, 고율 관세를 지지해야 한다는 것이었다. 이 주장은 근거가 빈약했다. 남부는 실제로 미국 시스템의 생각대로는 움직이지 않았고, 면화는 큰 시장을 국외 수출에 의존하고 있었다.
그러나 미국 시스템의 일부는 의회에 의해 법제화되었다. 미국 제2 은행이 1816년에 20년동안 승인을 받았다. 고율 관세는 알렉산더 해밀턴의 시대부터 1832년까지 유지되었다. 그러나 국내 개량에 대한 적절한 예산이 집행되지는 못했다. 이것은 그런 용도에 관한 지역적 이기심과 헌법 논의가 화근이 되어 있었다.
미국 시스템은 전반적으로 평가할 때는 성공이라고는 할 수 없었다. 1830년 앤드루 잭슨 대통령이 연방 정부가 메이즈빌, 워싱턴, 파리와 렉싱턴 유료 도로 회사의 주식을 구입하는 법안에 대해 거부권을 발동했다. 이 회사는 렉싱턴과 오하이오 강을 잇는 도로를 건설하기 위해 만들어졌고, 본사는 켄터키에 두기로 되어 있었다. 잭슨이 법안에 거부권을 행사한 것은 클레이와 개인 불화 및 이데올로기적인 반대가 원인이었다.

## 1815년 국정 연설 항목
- 국방 예산
- 미국 해군의 프리깃함
- 상비군과 민병대의 연방에 의한 통제
- 도로와 운하를 건설하기 위한 연방 정부의 지원
- 제조업을 장려하는 보호 관세
- 미국 제1 은행을 다시 설립
- 주의 부채 중 일부를 연방 정부가 대신 매입

## 같이 보기
- 미국학파
- 보호무역
- 프리드리히 리스트
- 수입 대체 산업화